# Anolis allogus
Anolis allogus – gatunek kubańskiej jaszczurki z rodziny Anolidae.

## Systematyka
Gatunek zalicza się do rodzaju Anolis. Zaliczany bywał też do Norops, obecnie uznawanego za młodszy synonim Anolis.
Rodzaj Anolis umieszcza się obecnie w monotypowej rodzinie Anolidae. W przeszłości zaliczano go jednak do rodziny legwanowatych (Iguanidae).

## Rozmieszczenie geograficzne
Jest to gatunek endemiczny, spotykany jedynie na Kubie. Występuje nieregularnie, w bardziej ciągły sposób na wschodzie, od półwyspu Guanahacabibes do Cabo Maisí.
Bytuje na wysokości od poziomu morza do 180 m n.p.m.

## Siedlisko
Przedstawicieli opisywanego tu gatunku spotyka się w dobrze zacienionych lasach z drzewami o szerokich liściach, w lasach mangrowych, a nawet w pustynnych okolicach kopalń. Nie odnotowano tych jaszczurek w miastach.

## Zagrożenia i ochrona
W Czerwonej księdze gatunków zagrożonych IUCN Anolis allogus jest klasyfikowany jako gatunek najmniejszej troski (LC, ang. Least Concern).
Jest to gatunek pospolity o stabilnym trendzie liczebności. Lokalnie zagraża mu utrata środowiska naturalnego spowodowana rozwojem przemysłu rolnego i procesami urbanizacyjnymi. IUCN nie uznaje jednak obecnie zagrożeń dla gatunku za znaczące.